# Естер Сегал
Естер Сегал (енгл. Esther Segal; 1895 — 1974) је била канадска песникиња која је писала на јидиш језику, пореклом је из Украјине.

## Биографија
Рођена је 1895. у Украјини као ћерка кантора и део хасидизамске породице од седморо деце. Након смрти њеног оца породица се настанила у Монтреалу, где су живеле сестре њене мајке. Сегал је емигрирала 1909. године. Образовање у хедеру је стекла у Украјини и похађала је вечерњу школу у Монтреалу, као и јеврејску учитељску богословију у Њујорку. Удала се за песника Школникова са којим је имала ћерку Машу. Објављивала је поезију од 1922. године у јидиш књижевном часопису Epokhe. Њени радови су често објављивани и у часописима и антологијама, Yidishe dikhterins: Antologye. Објавила је један том поезије Lider 1928. Супруг јој је преминуо 1962. године, након чега се 1965. са ћерком преселила у Израел. Сегал је преминула 1974. године.